# Robert Stolz
Robert Elisabeth Stolz (25. august 1880 i Graz – 27. juni 1975 i Berlin) var en østrigsk komponist og dirigent.
Stolz var det tolvte barn af komponisten og musikdirektøren Jakob Stolz og hans kone Ida. Han studerede musik i Graz, Berlin og Wien og aflagde musikeksamen i 1896. I 1897 blev han operarepetitør ved Städtische Theater Graz og derefter kapelmester i Maribor og i 1902 ved Stadttheater Salzburg.
I Salzburg debuterede han som komponist den 3. marts 1903 med operetten Schön Lorchen. Efter et engagement ved Deutsche Theater i Brno var han fra 1905 til 1917 musikalsk leder ved Theater an der Wien. Her stod han bl.a. for uropførelsen af Franz Lehárs Den glade enke den 30. december 1905. 1914 til 1918 gennemførte han krigstjeneste under 1. verdenskrig, bl.a. som kapelmester i et kejserligt infanteriregiment.
Efter et mislykket forsøg på at starte et teater som selvstændig drog han til Berlin i 1924. Her fik han i 1925 i Kabarett der Komiker opført sin oprette Märchen im Schnee. Fra 1926 boede Stolz atter i Wien. Her skrev han mere end 60 operetter og megen filmmusik og Evergreens. Mange af hans værker er i dag kendte og elskede, f.eks. Im Prater blüh'n wieder die Bäume, Salome, Auf der Heide blüh'n die letzten Rosen, Vor meinem Vaterhaus steht eine Linde, Die ganze Welt ist himmelblau, Mein Liebeslied muss ein Walzer sein, Adieu, mein kleiner Gardeoffizier og Wien wird schön erst bei Nacht.
Ved Østrigs Anschluss i 1938 flyttede Robert Stolz til Paris, og siden til New York, hvor han tilbragte krigsårene. I USA fortsatte han sin komponistvirksomhed, og han blev to gange Oscarnomineret med filmmusiken It Happened Tomorrow (1944) og Spring Parade (1941). Den 28. august 1941 blev han erklæret uønsket i Det tredje rige og hans formue blev beslaglagt, efter at han havde afslået flere anmodninger om at returnere til Tyskland.
I 1946 vendte Stolz tilbage til Wien og fortsatte sin beskæftigelse som komponist og dirigent. I 1960 komponerede og dirigerede han Østrigs bidrag til Eurovision Song Contest i London.
Robert Stolz var gift fem gange; med sangerinderne Grete Holm og Franzi Ressel, med Josephine Zernitz, hans fjerde hustru Lilli og endelig det femte ægteskab med Yvonne Louise Ulrich, kaldet "Einzi". Hun havde en datter fra første sit første ægteskab.
Robert Stolz blev begravet den 4. juli 1975 med et sørgetog af titusinder, der fulgte ham til æresgraven på Wiener Zentralfriedhof. Ved hans side hviler hans sidste hustru "Einzi", der døde den 18. januar 2004.